# Formuła 2 Sezon 2012
Sezon 2012 Formuły 2 – czwarty sezon tej serii wyścigowej po jej reaktywacji w 2009 roku. Sezon składał się z ośmiu dwuwyścigowych rund. Sezon rozpoczął się 14 kwietnia na torze Silverstone Circuit, a zakończył 30 września na torze Monza.

## Kierowcy
| Nr # | Kierowca             | Sponsor                                 | Rundy    |
| ---- | -------------------- | --------------------------------------- | -------- |
| 3    | Maksim Sniegiriow    | Klaxon                                  | 2-5, 7-8 |
| 4    | Luciano Bacheta      | Comma/Trade Links                       | 1-8      |
| 5    | Parthiva Sureshwaren | Lycamobile                              | 1-4      |
| 6    | Vittorio Ghirelli    |                                         | 4        |
| 7    | David Zhu            | KRC (Kang's Racing Company)             | 1-8      |
| 8    | Płamen Kralew        | Bulgarian State/Kram Complex/BRP        | 1-8      |
| 9    | Mihai Marinescu      | Visit Romania                           | 1-8      |
| 10   | Alex Fontana         | VFP/Teleticino                          | 1-8      |
| 11   | Kurosz Chani         | Tornado Racer/Sports Tracker            | 1-2, 4-5 |
| 12   | Mathéo Tuscher       |                                         | 1-8      |
| 13   | José Luis Abadín     | Gadis/Ourense/Anpian/Racing For Galicia | 1        |
| 14   | Mauro Calamia        | Don Leone                               | 1-6      |
| 15   | Victor Guerin        |                                         | 2        |
| 18   | Dino Zamparelli      | Vibe Energy Gum                         | 1-8      |
| 19   | Christopher Zanella  | Star Group/Sodecia                      | 1-8      |
| 20   | Daniel McKenzie      | Enghouse Interactive                    | 1-6      |
| 22   | Axcil Jefferies      | Afri-Hype/Visit Zimbabwe                | 3-8      |
| 23   | Samuele Buttarelli   |                                         | 1        |
| 24   | Kevin Mirocha        | Polsat                                  | 1-8      |
| 27   | Markus Pommer        | Live-Strip.com                          | 1-8      |
| 33   | Harald Schlegelmilch | www.333.lv/JK 11/Baltic                 | 8        |
| 35   | Hector Hurst         | Seahorse International Sailing          | 1-8      |
| 51   | Richard Gonda        |                                         | 7        |

## Testy
| Data       | Tor                          | Najszybszy kierowca | Najlepsze okrążenie |
| ---------- | ---------------------------- | ------------------- | ------------------- |
| 28 marca   | Silverstone Circuit          | Markus Pommer       | 1:48.844            |
| 28 marca   | Silverstone Circuit          | Markus Pommer       | 1:48.564            |
| 28 marca   | Silverstone Circuit          | Alex Fontana        | 1:49.705            |
| 28 marca   | Silverstone Circuit          | Markus Pommer       | 1:48.272            |
| 19 czerwca | Circuit de Spa-Francorchamps | Christopher Zanella | 2:08.227            |
| 19 czerwca | Circuit de Spa-Francorchamps | Luciano Bacheta     | 2:07.463            |
| 19 czerwca | Circuit de Spa-Francorchamps | Markus Pommer       | 2:20.746            |
| 19 czerwca | Circuit de Spa-Francorchamps | Mihai Marinescu     | 2:30.883            |
| 19 czerwca | Circuit de Spa-Francorchamps | Luciano Bacheta     | 2:07.463            |

## Kalendarz
| Runda | Runda | Data        | Tor                                | Pole Position       | Zwycięzca           | Najszybsze okrążenie |
| ----- | ----- | ----------- | ---------------------------------- | ------------------- | ------------------- | -------------------- |
| 1     | W1    | 14 kwietnia | Silverstone Circuit                | Mathéo Tuscher      | Luciano Bacheta     | Mihai Marinescu      |
| 1     | W2    | 15 kwietnia | Silverstone Circuit                | Mihai Marinescu     | Luciano Bacheta     | Luciano Bacheta      |
| 2     | W1    | 28 kwietnia | Autódromo Internacional do Algarve | Luciano Bacheta     | Luciano Bacheta     | Mathéo Tuscher       |
| 2     | W2    | 29 kwietnia | Autódromo Internacional do Algarve | Mathéo Tuscher      | Luciano Bacheta     | Luciano Bacheta      |
| 3     | W1    | 26 maja     | Nürburgring                        | Mihai Marinescu     | Mihai Marinescu     | Mihai Marinescu      |
| 3     | W2    | 27 maja     | Nürburgring                        | Christopher Zanella | Christopher Zanella | Christopher Zanella  |
| 4     | W1    | 23 czerwca  | Circuit de Spa-Francorchamps       | Markus Pommer       | Markus Pommer       | Markus Pommer        |
| 4     | W2    | 24 czerwca  | Circuit de Spa-Francorchamps       | Luciano Bacheta     | Luciano Bacheta     | Luciano Bacheta      |
| 5     | W1    | 14 lipca    | Brands Hatch                       | Luciano Bacheta     | Kevin Mirocha       | Mihai Marinescu      |
| 5     | W2    | 15 lipca    | Brands Hatch                       | Mihai Marinescu     | Mihai Marinescu     | Christopher Zanella  |
| 6     | W1    | 21 lipca    | Circuit Paul Ricard                | Mathéo Tuscher      | Mathéo Tuscher      | Christopher Zanella  |
| 6     | W2    | 22 lipca    | Circuit Paul Ricard                | Markus Pommer       | Markus Pommer       | Luciano Bacheta      |
| 7     | W1    | 8 września  | Hungaroring                        | Kevin Mirocha       | Alex Fontana        | Alex Fontana         |
| 7     | W2    | 9 września  | Hungaroring                        | Markus Pommer       | Markus Pommer       | Markus Pommer        |
| 8     | W1    | 29 września | Autodromo Nazionale di Monza       | Mathéo Tuscher      | Mathéo Tuscher      | Christopher Zanella  |
| 8     | W2    | 30 września | Autodromo Nazionale di Monza       | Markus Pommer       | Christopher Zanella | Luciano Bacheta      |

### Rezultaty wyścigów
| Miejsce | Kierowca             | SIL1 | SIL2 | ALG1 | ALG2 | NÜR1 | NÜR2 | SPA1 | SPA2 | BRH1 | BRH2 | LEC1 | LEC2 | HUN1 | HUN2 | MON1 | MON2 | Punkty |
| ------- | -------------------- | ---- | ---- | ---- | ---- | ---- | ---- | ---- | ---- | ---- | ---- | ---- | ---- | ---- | ---- | ---- | ---- | ------ |
| 1       | Luciano Bacheta      | 1    | 1    | 1    | 1    | 2    | 6    | NU   | 1    | 3    | 6    | 2    | 5    | 3    | 8    | 4    | 3    | 231,5  |
| 2       | Mathéo Tuscher       | 6    | 5    | 2    | 2    | 5    | 3    | 3    | 8    | 2    | NU   | 1    | 2    | NU   | 2    | 1    | 5    | 210    |
| 3       | Christopher Zanella  | 2    | 8    | 6    | 4    | 3    | 1    | 5    | 4    | 6    | 2    | 8    | 3    | 5    | 6    | 2    | 1    | 204    |
| 4       | Markus Pommer        | 8    | 7    | 4    | 3    | 9    | 4    | 1    | 2    | 5    | 5    | 5    | 1    | NS   | 1    | 8    | 14   | 169    |
| 5       | Mihai Marinescu      | 4    | 2    | 10   | NU   | 1    | 2    | 4    | 12   | 4    | 1    | 7    | 7    | NU   | 7    | 6    | 4    | 161    |
| 6       | Kevin Mirocha        | 12   | 11   | 3    | 8    | 4    | 10   | NU   | 3    | 1    | 4    | 6    | 4    | 2    | 4    | 3    | 2    | 159,5  |
| 7       | Alex Fontana         | 3    | 3    | 7    | 10   | 6    | 5    | 8    | 5    | NU   | 7    | 14   | NU   | 1    | 5    | 9    | 6    | 115    |
| 8       | Dino Zamparelli      | 9    | 6    | 8    | 5    | 13   | 7    | 7    | 10   | NU   | 3    | 4    | 6    | 6    | 3    | 7    | 7    | 106,5  |
| 9       | Daniel McKenzie      | 5    | 4    | 13   | 6    | 8    | 8    | 2    | 18   | 10   | 8    | 3    | 8    | 4    | 9    | 11   | 10   | 95     |
| 10      | Hector Hurst         | 7    | 10   | 9    | 7    | 10   | 11   | 9    | 9    | 7    | 12   | 9    | NU   | NU   | 14   | NU   | NU   | 27     |
| 11      | David Zhu            | 11   | 9    | 5    | 12   | 7    | 9    | 10   | 13   | NU   | 13   | 13   | 12   | 10   | 11   | 12   | 11   | 22     |
| 12      | Axcil Jefferies      |      |      |      |      | 14   | NW   | NU   | 7    | 8    | 9    | 10   | 10   | NU   | 10   | 10   | 8    | 17     |
| 13      | Harald Schlegelmilch |      |      |      |      |      |      |      |      |      |      |      |      |      |      | 5    | 9    | 12     |
| 14      | Vittorio Ghirelli    |      |      |      |      |      |      | 6    | 6    |      |      |      |      |      |      |      |      | 12     |
| 15      | Maksim Sniegiriow    |      |      | 17   | 15   | NU   | 14   | NU   | 16   | NU   | 14   |      |      | 7    | 15   | 14   | 12   | 6      |
| 16      | Richard Gonda        |      |      |      |      |      |      |      |      |      |      |      |      | 8    | 12   |      |      | 4      |
| 17      | Płamen Kralew        | 15   | 15   | 15   | 13   | 11   | NW   | 13   | 17   | 11   | NU   | 12   | 9    | 9    | 13   | 13   | 13   | 4      |
| 18      | Mauro Calamia        | 14   | 12   | 12   | 11   | 15   | 13   | 12   | 14   | 9    | 11   | 11   | 11   |      |      |      |      | 2      |
| 19      | Victor Guerin        |      |      | 11   | 9    |      |      |      |      |      |      |      |      |      |      |      |      | 2      |
| 20      | Kurosz Chani         | 10   | 13   | 14   | NU   |      |      | NU   | 15   | NU   | 10   |      |      |      |      |      |      | 2      |
| 21      | Parthiva Sureshwaren | 16   | 14   | 16   | 14   | 12   | 12   | 11   | 11   |      |      |      |      |      |      |      |      | 0      |
| 22      | José Luis Abadín     | 13   | 16   |      |      |      |      |      |      |      |      |      |      |      |      |      |      | 0      |
| 23      | Samuele Buttarelli   | NU   | NU   |      |      |      |      |      |      |      |      |      |      |      |      |      |      | 0      |
| Miejsce | Kierowca             | SIL1 | SIL2 | ALG1 | ALG2 | NÜR1 | NÜR2 | SPA1 | SPA2 | BRH1 | BRH2 | LEC1 | LEC2 | HUN1 | HUN2 | MON1 | MON2 | Punkty |

| Kolor      | Znaczenie                          |
| ---------- | ---------------------------------- |
| Złoty      | Zwycięzca                          |
| Srebrny    | 2. miejsce                         |
| Brązowy    | 3. miejsce                         |
| Zielony    | Ukończył na punktowanej pozycji    |
| Niebieski  | Ukończył na niepunktowanej pozycji |
| Różowy     | Nie ukończył                       |
| Czerwony   | Nie zakwalifikował się             |
| Czarny     | Dyskwalifikacja                    |
| Biały      | Wykluczony/Nie wystartował         |
| Brak       | Nie uczestniczył/Kontuzja          |
| Pogrubione | Pole position                      |
| Kursywa    | Najszybsze okrążenie               |

## Zmiany w kalendarzu
- Podobnie jak w poprzednim roku sezon składał z ośmiu dwu wyścigowych rund lecz sezon trwał od kwietnia do września (wcześniej od kwietnia do października)
- W kalendarzu pojawiły się dwie nowe rundy – na torze Circuit Paul Ricard i Hungaroring
- Po rocznej przerwie do kalendarza wrócił wyścig na torze Algarve
- Zabrakło rund na torach Red Bull Ring, Circuit de Catalunya i Circuit de Nevers Magny-Cours